# Ceanothus sorediatus
Ceanothus sorediatus är en brakvedsväxtart som beskrevs av William Jackson Hooker och Arn.. Ceanothus sorediatus ingår i släktet Ceanothus och familjen brakvedsväxter. Inga underarter finns listade i Catalogue of Life.